# 和歌山市站

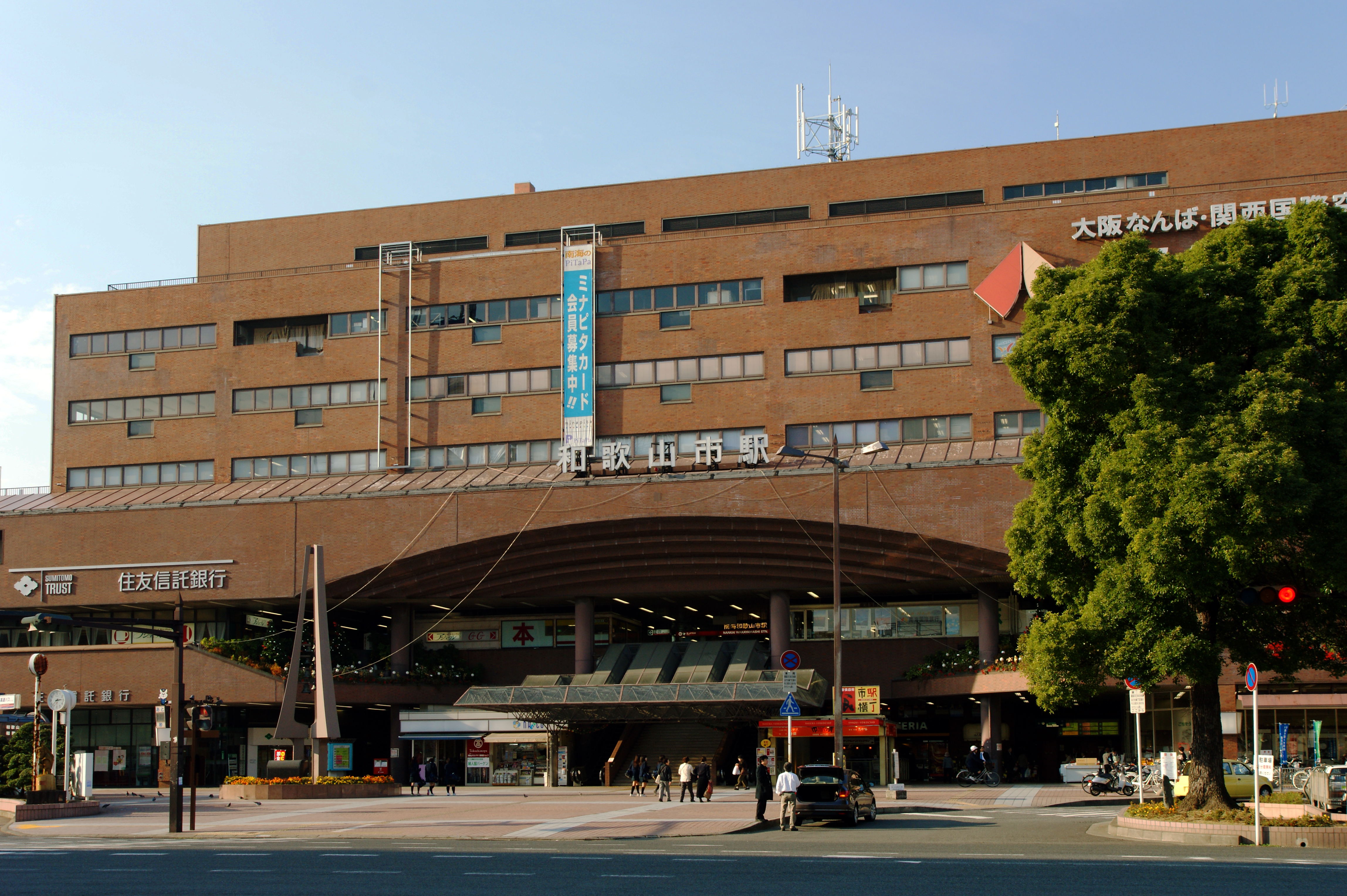
車站外觀（2008年12月4日）

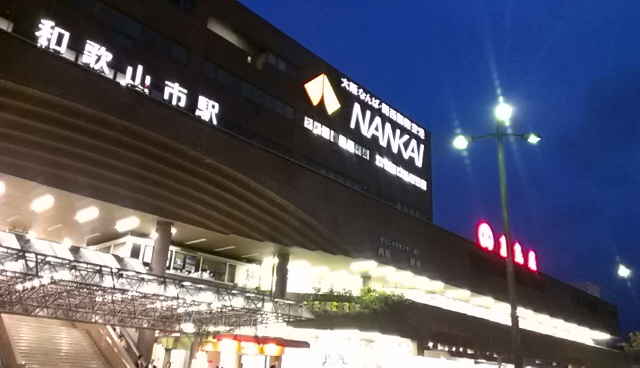
晚上的和歌山市站（2013年4月6日）

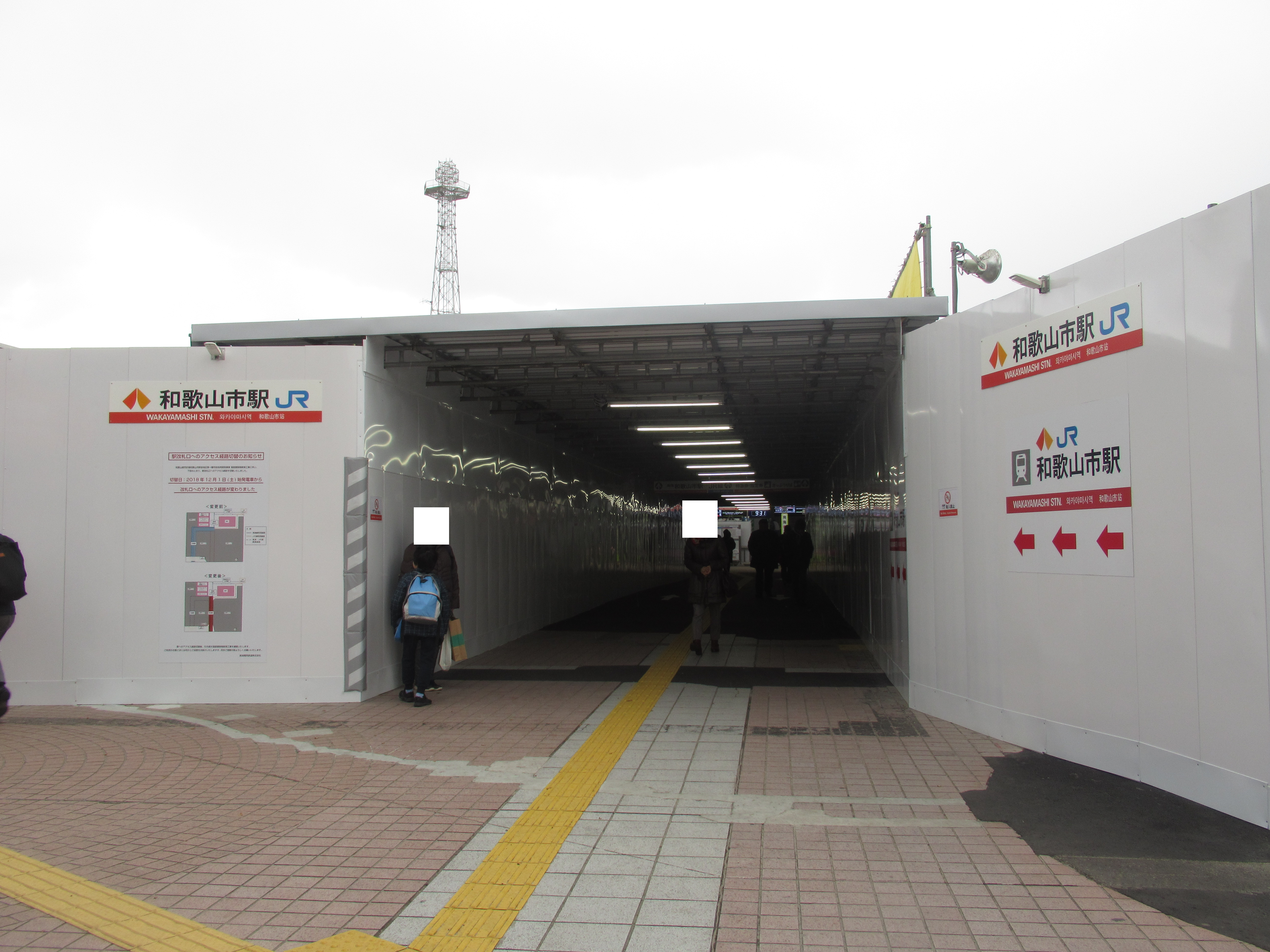
第一層的車站出入口

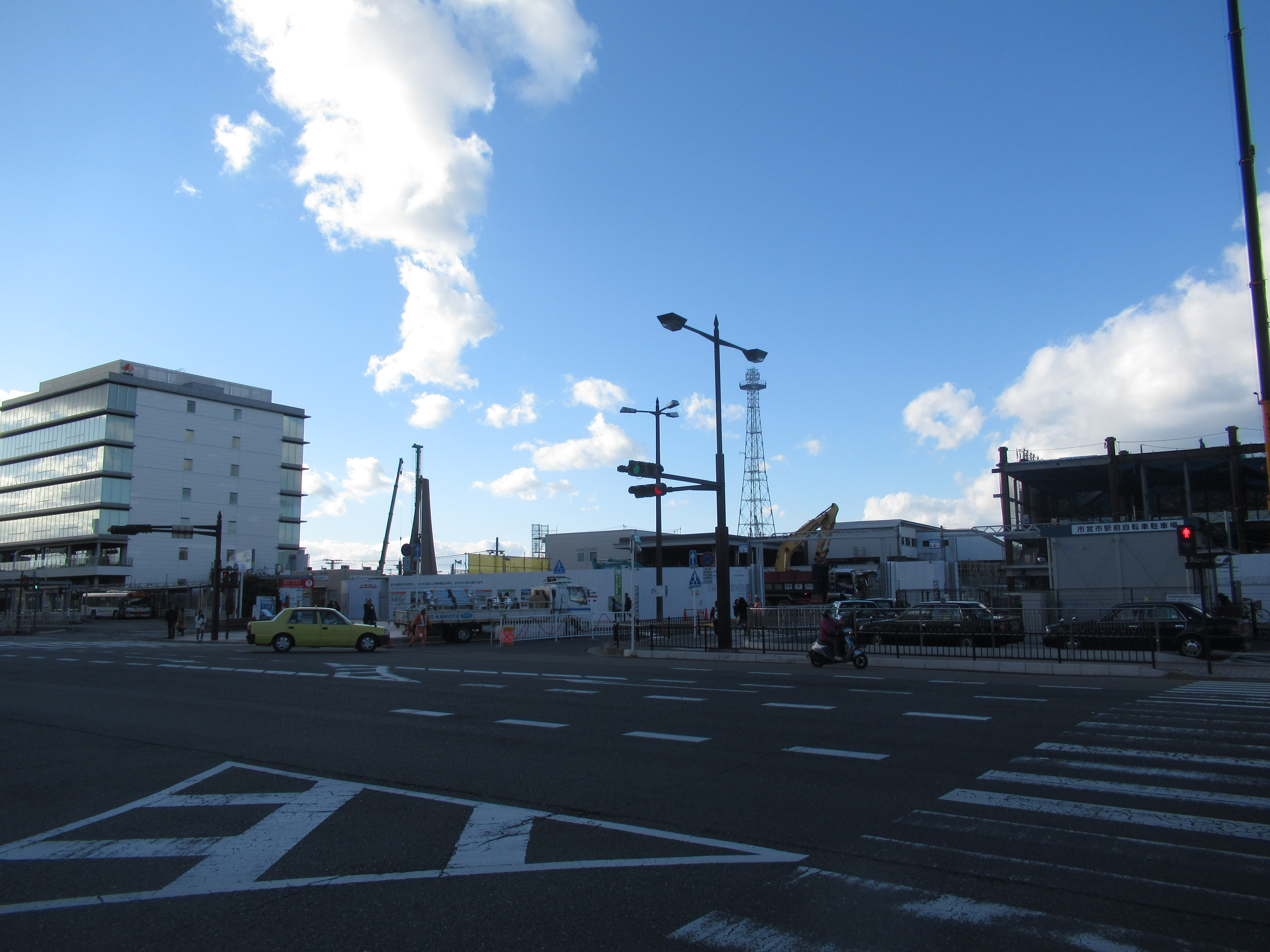
車站大樓重建中的和歌山市站

和歌山市站（日语：／ Wakayamashi eki */?）是位於和歌山縣和歌山市西藏前，南海電氣鐵道（南海）和西日本旅客鐵道（JR西日本）的車站。為南海和JR的共構與共站車站。本站為南海的管轄車站。南海車站編號為NK45。JR方面未設置車站編號。

## 概要
此站為南海電氣鐵道南海本線、和歌山港線，以及JR西日本的紀勢本線的車站。其中南海本線和JR紀勢本線支綫以本站為終點站，南海和歌山港線以此站為起點站。兩社所有種別列車均停此站。南海本線絕大部分自難波方向的列車在此站折返，特急「南方」和急行列車部分班次通過本站直通至和歌山港線。
此外，在鄰站紀之川站分支的南海加太線中，所有加太綫列車均直通南海本線前往此站。因此在運行系統上理解，本站亦為加太線的起點站。在1955年前，曾經設有加太線舊線連接此站（參見#舊加太線遺址）。
此站是南海本線在和歌山縣方向的終點站（大阪一方的終點站為難波站）。而為了分辨JR阪和線的和歌山站，當地人會稱此站為市站（日语：／）。在同樣被稱作「市站」的車站所有情況中，本站屬最古老的「XX市站」，並且本站從開業至今都沒有改名。
自2015年起，車站大樓將分兩期進行重建，工期6年，預計2021年完工。

## 歷史
- 1903年（明治36年）3月21日：本站作爲南海鐵道與紀和鐵道（日语：紀和鉄道）的車站啟用[1]。
- 1904年（明治37年）8月27日：紀和鐵道被關西鐵道收購[1]。
- 1907年（明治40年）10月1日：根據鐵道國有法（日语：鉄道国有法），關西鐵道被國有化，成為南海鐵道與帝國鐵道廳的車站[1]。
- 1909年（明治42年）2月11日：和歌山水力電氣（後來為南海和歌山軌道線（日语：南海和歌山軌道線））站前（後來為市站前）至縣廳前之間開通。
- 1914年（大正3年）9月25日：加太輕便鐵道（現南海加太線）和歌山口站啟用。
- 1930年（昭和5年）12月22日：由於公司改名，和歌山口站成為加太電氣鐵道的車站。
- 1942年（昭和17年）2月1日：加太電氣鐵道加太線與南海鐵道合併。和歌山口站整合成和歌山市站。
- 1944年（昭和19年）6月1日：關西急行鐵道與南海鐵道（為南海電氣鐵道的前身）合併，成為近畿日本鐵道和國有鐵道的車站。
- 1947年（昭和22年）6月1日：近畿日本鐵道的路線被轉讓，成為南海電氣鐵道和國有鐵道的車站。
- 1950年（昭和25年）9月3日：由於颱風喬恩的吹襲，加太線和歌山市站至北島站區間中斷運行。
- 1953年（昭和28年）：加太線和歌山市站至北島站之間暫停營運。
- 1955年（昭和30年）2月15日：加太線和歌山市站至北島站之間廢止。
- 1956年（昭和31年）5月6日：南海和歌山港線開業。
- 1962年（昭和37年）3月10日：此站至東京站之間的急行「大和」（經和歌山線、關西本線、東海道本線）開始運行（原計劃來往湊町站，後來增加編成並增設來住此站的服務）。
- 1968年（昭和43年）10月1日：急行「大和」廢止。
- 1971年（昭和46年）4月1日：南海和歌山軌道線（日语：南海和歌山軌道線）廢止。
- 1972年（昭和47年）
  - 3月15日：紀和站至和歌山市站之間由和歌山線轉移至紀勢本線[1]。
  - 12月1日：車站大樓完工。位於第2層的車站大堂部分啓用。
- 1973年（昭和48年）5月16日：車站大樓「南海和歌山大廈」落成。高島屋和歌山店（車站大樓的租客入伙。為高島屋大阪店的分店）開業。
- 1985年（昭和60年）3月14日：南海線至國鐵線之間的直通旅客列車廢止[1]。
- 1987年（昭和62年）4月1日：伴隨國鐵分割民營化，車站由南海電氣鐵道和西日本旅客鐵道（JR西日本）營運[1]。
- 2005年（平成17年）11月27日：南海和歌山港線此站至和歌山港站之間的所有中途站廢止。
- 2012年（平成24年）4月1日：車站構造改變。
- 2014年（平成26年）8月31日：車站大樓內的高島屋和歌山店結業。在翌月，於遺址開設Daily Qanat（日语：イズミヤ）與100圓店。
- 2014年（平成26年）10月18日：南海本線、加太線、和歌山港線時刻表實施修正。日間南海本線來往泉佐野站至此站之間的普通列車由毎小時2班增至4班，和歌山港線普通列車（線內折返）原來使用5號月台，但當時已經不可以使用該月台，改為使用7號月台，並成為和歌山港線普通列車專用月台。
- 2017年（平成29年）7月15日：實施和歌山市站活化計劃（第1期工程），當中包括了車站設施優化、閘口由第2層移至第1層、南海線與JR線的閘口分離[2]。紀勢本線和歌山站至此站之間可使用IC卡「ICOCA」[3][4]。

## 車站構造
使用IC卡於南海、JR之間轉乘的情況下，需要使用簡易IC卡轉乘處理機才可轉乘列車。但自2017年此站兩社閘口分離，兩公司各自擁有閘口，因此只需出閘與再次入閘便可進行兩社間轉乘。

### 南海電氣鐵道
車站閘口位於車站大樓「南海和歌山大廈」的第1層，並可經跨線橋前往5、6、7號月台。盥洗室在付費區內。
3號月台是港灣式月台。4、5號月台可直往和歌山港。6、7號月台位於同一月台面上，兩月台的路軌終端設有路線終端標誌，並於之間設有碎石鋪滿枕木，但是路軌和架空電纜仍然相連。
此站設有站長，管理尾崎站至和歌山市站之間各站，以及多奈川線和和歌山港站。

#### 月台（南海）
月台資料截至2017年7月15日。
| 月台 | 路線       | 方向               | 備註                                                       |
| ---- | ---------- | ------------------ | ---------------------------------------------------------- |
| 3    | 加太線     | 加太方向           |                                                            |
| 4・5 | 南海本線   | 關西機場、難波方向 |                                                            |
| 4・5 | 和歌山港線 | 和歌山港方向       | 特急「南方」、急行                                         |
| 6    | 南海本線   | 關西機場、難波方向 | 共用路軌 部分本線列車使用 在和歌山港線內折返的普通列車使用 |
| 7    | 和歌山港線 | 和歌山港方向       | 共用路軌 部分本線列車使用 在和歌山港線內折返的普通列車使用 |

6號月台原為加太線列車專用月台，隨著無障礙工程的進行，2012年4月1日，加太綫改用3號月台始發。
1號月台曾經是機走線，但現在已經被撤走，成為停車場。該1號月台原本為讓JR線和歌山方向的列車使用，但是在近期已未再使用。在南海和歌山市站車站大樓拆卸前，月台牆壁和月台上蓋被圍封，并將員工專用門封鎖。
和歌山港線的主本線是在7號月台，在2005年線內普通列車暫時廢止時，沒有載客列車使用，但有不載客列車使用。在2012年再次開設普通列車，並於7號月台出發，在2014年10月的時間表修正中，7號月台再次成為和歌山港線普通列車專用月台（同時4、5號月台改作只供前往和歌山港方向的特急「南方」和急行列車使用）。
在2005年11月26日前，7號月台的出入口處設有中間閘口。由於當時和歌山港線的久保町、築地橋、築港町、水軒各站均為無人車站，因此乘客從這4站乘車至此站時，需在此站的中間閘口前領取乘車站證明票發票機，再通過此閘。
在2012年，由於無障礙工程的進行，閘口與月台之間設置了升降機。由於3、4號月台需建設升降機，因此3號月台的可容納車廂長度被縮短。
在2015年5月，南海電鐵發表「和歌山市站活化計劃」概要。在第2期工程中，需把車站大樓「南海和歌山大廈」拆卸。第2期工程於2017年度開始，預計2020年度完成。車站大樓拆卸後，原址將會建設市民圖書館和商業設施。車站閘口將移動至地面。同時和歌山市站前廣場將配合車站工程而實行站前廣場工程施工。

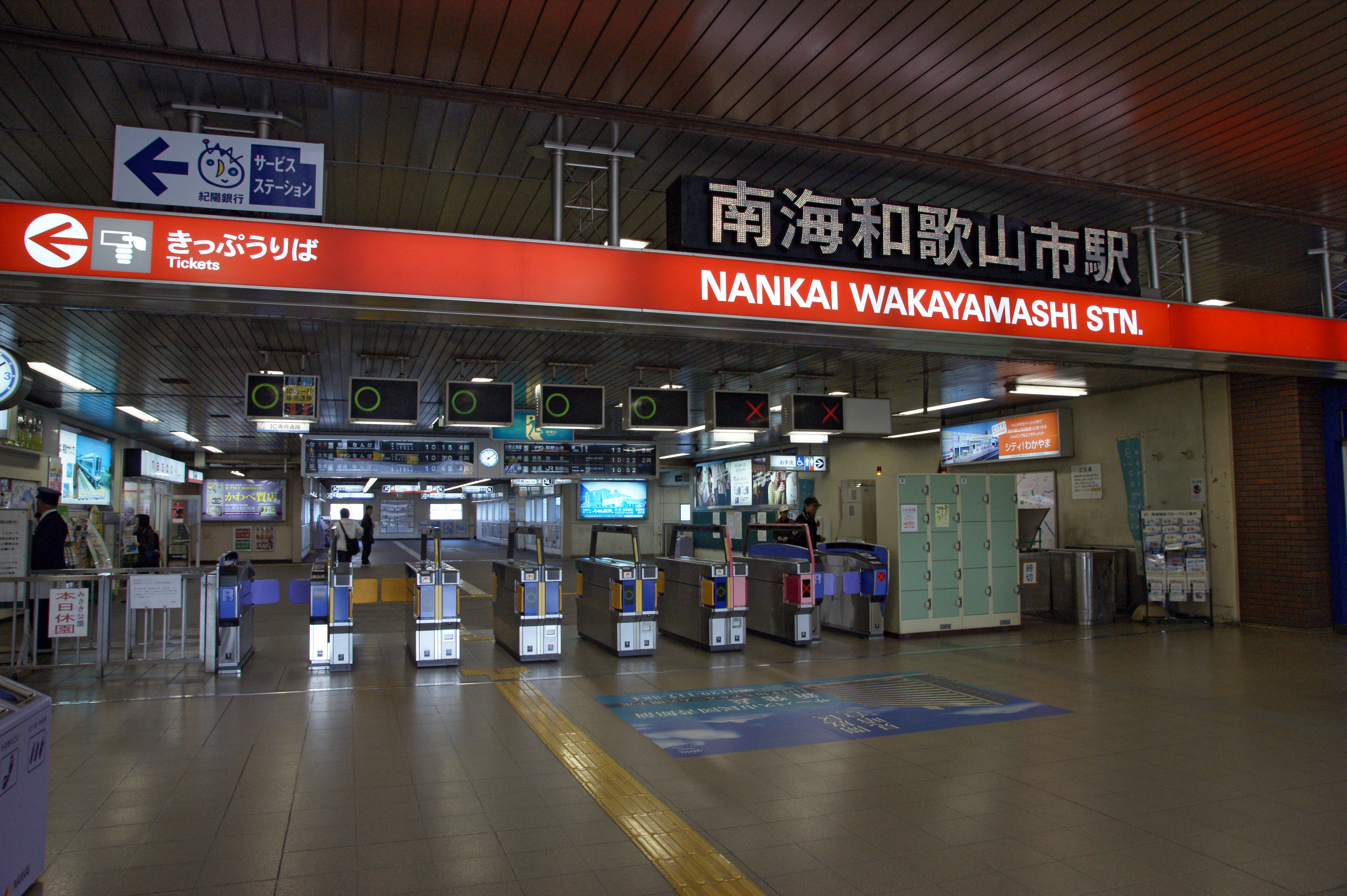
閘口（2008年12月4日）
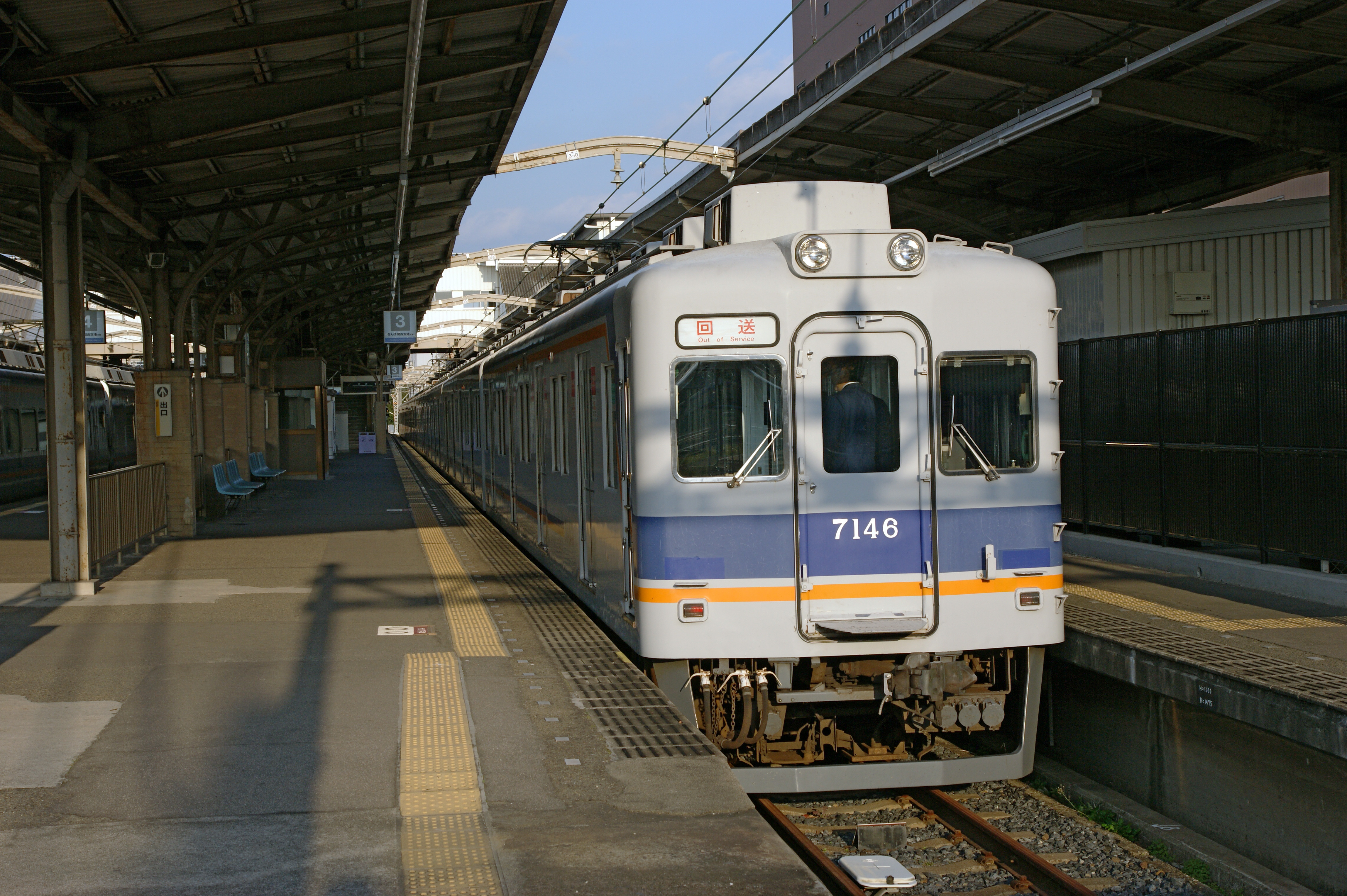
3號月台（2008年12月4日）
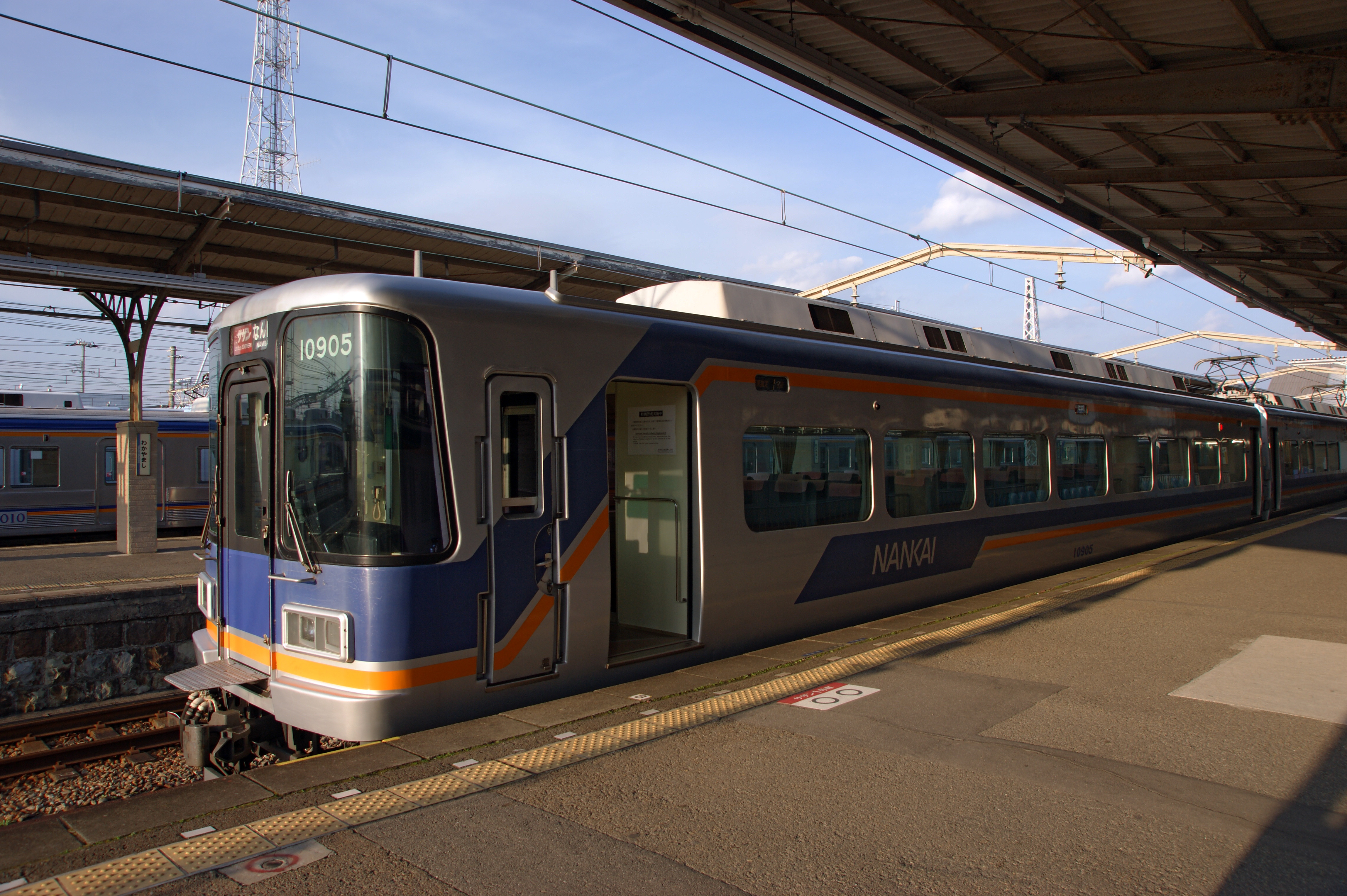
4號月台（2008年12月4日）
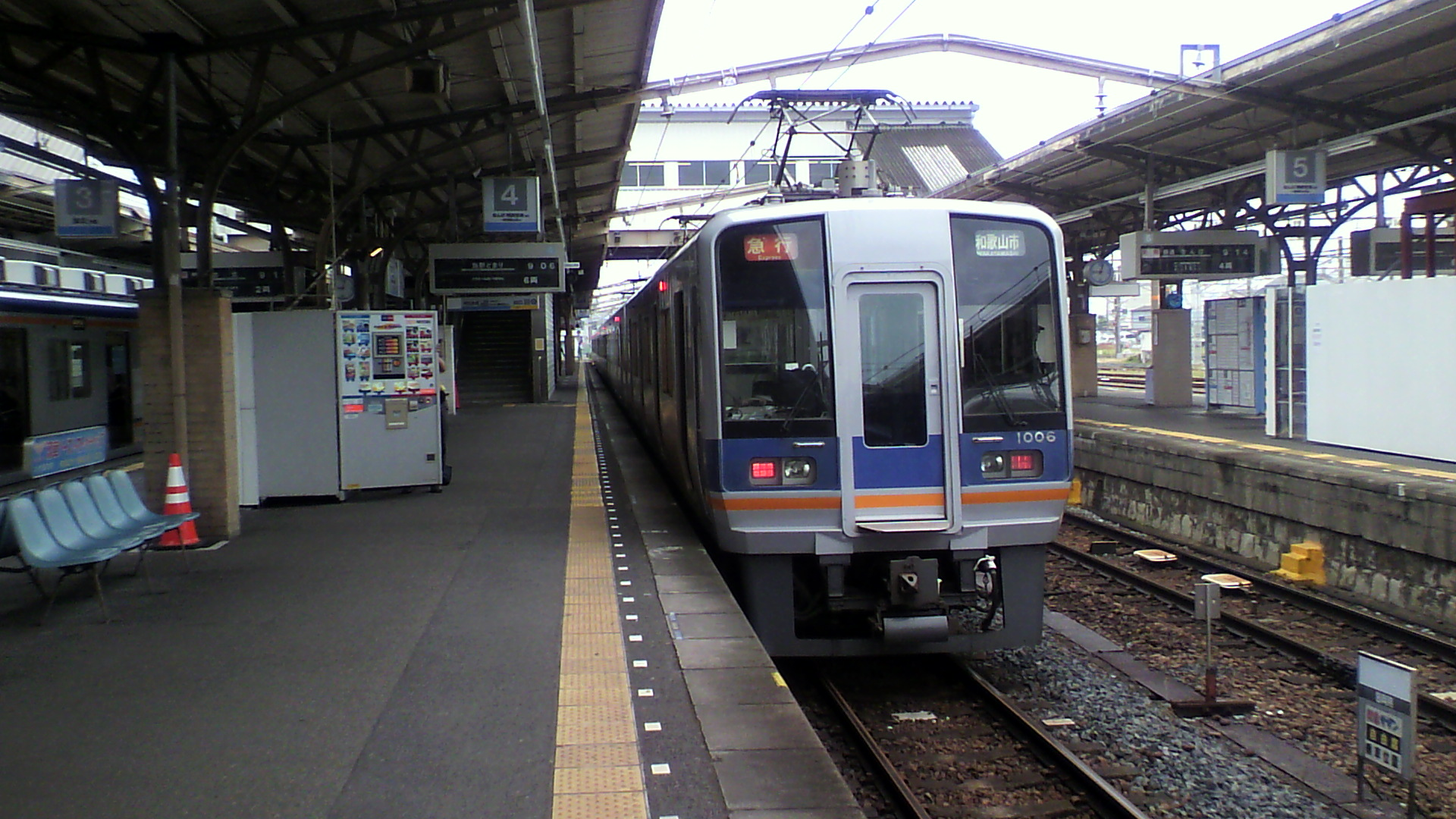
在4號月台停車中的1000系
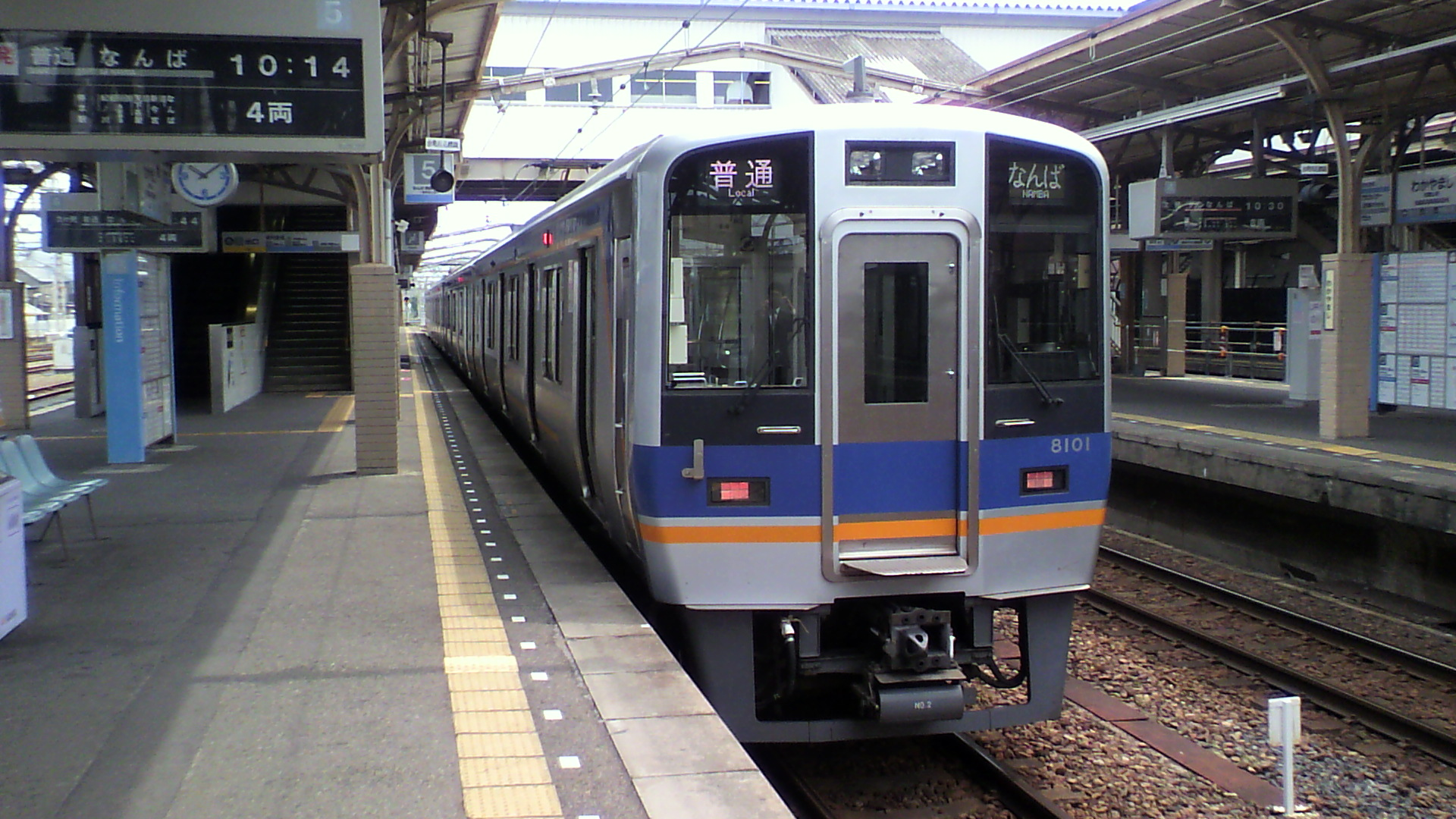
在5號月台停車中的8000系（2012年5月31日）
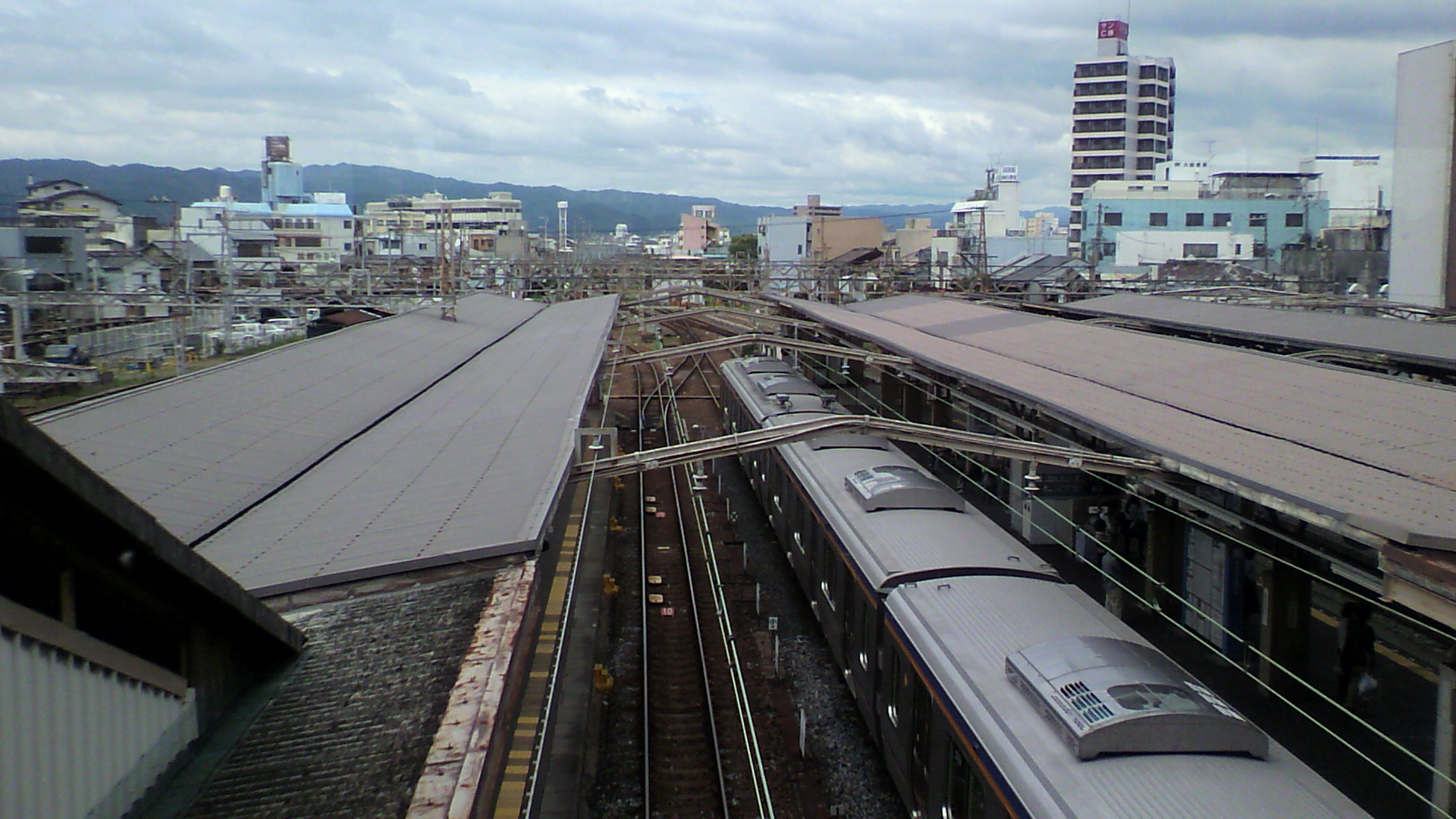
從跨線橋上拍攝月台
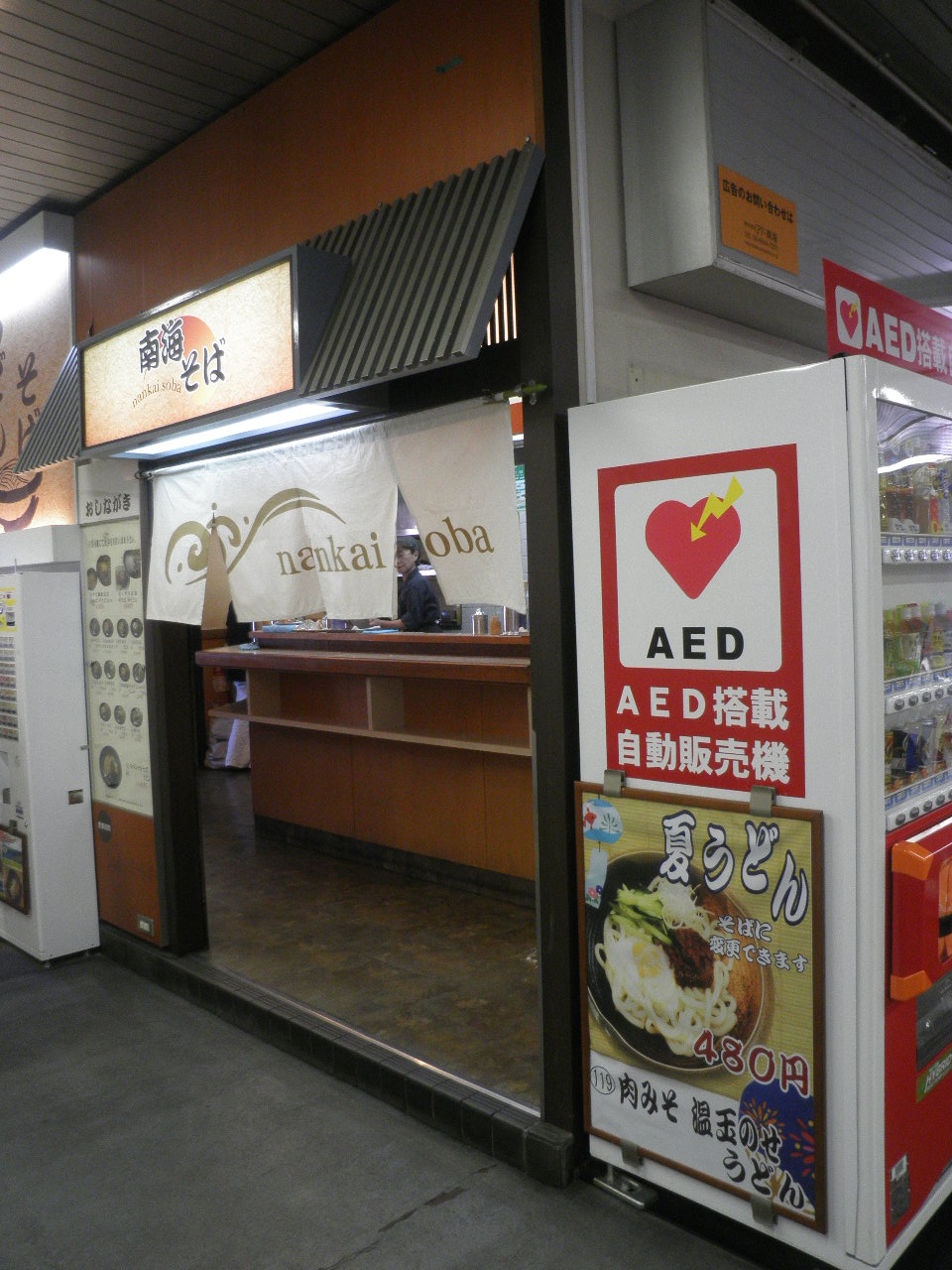
在閘內大堂的「南海蕎麥」商店

### JR西日本
本站2號月台上設有閘口。此站未安排JR西日本的車站職員駐守。JR線月台上的站名牌和車站廣播都為南海樣式。在2017年7月14日前，JR線的各乘車票類和部分近距離區間可從南海的自動售票機購買。此外，在南海售票櫃臺設有常備票和補充票發售。2017年7月15日，JR與南海的閘口分離，同時南海的櫃臺和售票機不再出售JR的車票，而在閘内轉乘用的JR售票機移至閘外。此外，在JR線閘口中，當設有車站職員駐守變成無人車站。若在使用自動閘機時發生問題，需要職員協助時，可使用「閘口通話系統」，以遠程方式提供協助和操作閘機。
此外，本来此站為南海車站，後來由於紀和鐵道（→關西鐵道→國鐵→JR西日本）駛入此站。因此此站起往紀和站1.0公里處設有分界線，分界線內為南海擁有，當時由運輸省監修的「鐵道要覽」中出現在「國社連絡線」。在此情況下，在國鐵時代不會計算在國鐵車站數目上。
在1987年（昭和62年）國鐵分割民營化時，在分界點至此站之間，原本南海作爲第三種鐵道事業擁有，而JR西日本為第二種鐵道事業區間。包括路軌等鐵道財產均以租賃的型式供JR西日本使用，使該段路線中，JR西日本成為了第一種鐵道事業（自身公司的路線）。從此之後，在「鐵道要覧」中，「南海國社連絡線」的記述被刪除。另一方面，JR貨物的舊分界點至此站之間成為第二種鐵道事業，該區間是用作在JR貨物或JR西日本受南海委託而行走的配給列車使用。

#### 月台（JR西日本）
月台資料截至2017年7月15日。
| 月台 | 路線       | 方向       |
| ---- | ---------- | ---------- |
| 2    | ■ 紀勢本線 | 和歌山方向 |

### 渡線
JR紀勢本線與南海本線之間設有非電氣化渡線。曾經設有自南海難波站出發的紀勢本線直通列車，當中便經過此渡線來往兩社軌道間。但自1985年3月「紀國」廢止後，再未有旅客列車使用渡線。
另外，除旅客列車以外，當南海或大阪府都市開發（泉北高速鐵道線）引入新型車輛時，車輛製造商將車輛從工場經JR線引入此站，然後進入南海電鐵路軌內，這個運輸方法已經使用了渡線。在2003年4月1日，舊・龍華信號站－杉本町站－和歌山站－南海電鐵分界點之間的日本貨物鐵道第二種鐵道事業廢止。從此之後，新型車輛需在百濟站或安治川口站的貨物總站中轉移至拖架，需使用公路運送車輛。
但是在2009年起，新製造的南海車輛會經JR東海道本線、城東貨物線、片町線、大阪東線、關西本線、和歌山線、紀勢本線進入南海路軌範圍。在2010年起改經JR東海道本線、梅田貨物線、大阪環狀線、關西本線、和歌山線、紀勢本線。當中再次使用兩社間的渡線。隨後，在南海本線經高野線至千代田之間可新車輛可自行前往，不需要被機車牽引。
在1994年，南海貴志川線（現時為和歌山電鐵）的2270系從南海本線路軌前往貴志川線路軌，以及1201形引退回到南海本線路軌時，在和歌山站至此站之間亦曾經進行過車輛運送作業，當中也使用了渡線。

### 配線圖
|                                                                                                  | ↑ 南海本線 難波方向 |                          |
| ← 南海 和歌山港線 和歌山港方向                                                                   | 和歌山市站配線圖    | → JR 紀勢本線 和歌山方向 |
| 图例 参考文献：鐵道畫刊 2008年8月臨時特刊「南海電氣鐵道」 上方陰影斜線是住之江檢車區和歌山出張場 |                     |                          |

## 使用狀況
此站曾為和歌山市的玄關車站，上下車人次與和歌山站共同增長。但是近年來已經有所下降。在實際數據上可見，自1980年至近期，客量同比減少超過一半。
- 南海電氣鐵道 - 在2017年度，一日平均上下車人次為17,041人[10][11]，在南海100個車站中第17位[11]。
- JR西日本 - 在2017年度，一日平均乘車人次為2,029人[12]。

下表列出近年來1日平均上車、下車人次的推移。
| 年度               | 南海電氣鐵道       | 南海電氣鐵道 | JR西日本           | JR西日本         | 參考資料             |
| 年度               | 1日平均 上下車人次 | 排名         | 1日平均 上下車人員 | 1日平均 乘車人員 | 參考資料             |
| ------------------ | ------------------ | ------------ | ------------------ | ---------------- | -------------------- |
| 1980年（昭和55年） | 42,428             | -            | 5,702              |                  | [ 13 ] [ 14 ]        |
| 1985年（昭和60年） | 37,697             | -            | 5,510              |                  | [ 13 ] [ 14 ]        |
| 1990年（平成02年） | 34,172             | -            | 5,298              |                  | [ 13 ] [ 14 ]        |
| 1995年（平成07年） | 30,452             | -            | 6,294              |                  | [ 13 ] [ 14 ]        |
| 2000年（平成12年） | 23,844             | -            | 4,702              | 2,351            | [ 13 ] [ 14 ]        |
| 2001年（平成13年） | 22,341             | -            | 4,416              | 2,209            | [ 13 ] [ 14 ]        |
| 2002年（平成14年） | 21,188             | -            | 4,024              | 2,012            | [ 13 ] [ 14 ]        |
| 2003年（平成15年） | 20,297             | -            | 3,850              | 1,920            | [ 13 ] [ 14 ]        |
| 2004年（平成16年） | 19,766             | 18位         | 3,644              | 1,822            | [ 13 ] [ 14 ]        |
| 2005年（平成17年） | 19,210             | -            | 3,506              | 1,753            | [ 13 ] [ 14 ]        |
| 2006年（平成18年） | 18,792             | -            | 3,324              | 1,662            | [ 13 ] [ 14 ]        |
| 2007年（平成19年） | 18,578             | -            | 3,134              | 1,567            | [ 13 ] [ 14 ]        |
| 2008年（平成20年） | 18,648             | -            | 3,244              | 1,626            | [ 13 ] [ 14 ]        |
| 2009年（平成21年） | 18,198             | -            | 3,320              | 1,659            | [ 13 ] [ 14 ]        |
| 2010年（平成22年） | 18,087             | -            | 3,184              | 1,593            | [ 13 ] [ 14 ]        |
| 2011年（平成23年） | 17,964             | 16位         | 3,088              | 1,544            | [ 13 ] [ 14 ]        |
| 2012年（平成24年） | 17,262             | 17位         | 3,272              | 1,636            | [ 13 ] [ 14 ]        |
| 2013年（平成25年） | 17,569             | 18位         | 3,426              | 1,713            | [ 13 ] [ 14 ]        |
| 2014年（平成26年） | 17,732             | 17位         | 3,692              | 1,845            | [ 13 ] [ 15 ] [ 14 ] |
| 2015年（平成27年） | 17,942             | 17位         | 3,780              | 1,890            | [ 16 ]               |
| 2016年（平成28年） | 17,546             | 17位         | 3,756              | 1,876            | [ 10 ]               |
| 2017年（平成29年） | 17,041             | 17位         | 4,058              | 2,029            | [ 17 ]               |

由於使用南海本線的乘客減少，在2001年3月24日的時間表修正中，每小時設有特急1班、急行2班、普通2班列車。在2005年11月27日的時間表修正中，減少班次至特急2班和普通2班。但是，在2014年10月18日起，為了增加機場線的急行班次，班次增加至特急2班、普通4班。

## 車站周邊
- 和歌山城
  - 和歌山城西之丸庭園（日语：和歌山城西之丸庭園）（紅葉溪庭園）
- 和歌山湊北郵局
- 和歌山單車館（日语：和歌山競輪場）
- 和歌山市民會館（日语：和歌山市民会館）
- 和歌山市民圖書館（日语：和歌山市民図書館）
- 和歌山市立博物館（日语：和歌山市立博物館）
- 和歌山市立兒童科學館（日语：和歌山市立こども科学館）
- 舊西本組本社大廈（日语：旧西本組本社ビル）
- 和歌山放送

## 巴士路線

### 高速巴士
- 南十字和歌山號（日语：ドリーム和歌山号）往Busta新宿、東京站、新木場站（南海翼巴士南部（日语：南海ウイングバス南部）、御坊南海巴士（日语：御坊南海バス）聯營）
- 南浪號（日语：サウスウェーブ号）往橫濱站(YCAT)、京成上野站、東京迪士尼度假區、西船橋站、海濱幕張站（和歌山巴士、成田機場交通（日语：成田空港交通）聯營）

### 一般巴士
車站前設有巴士總站，設有巴士路線連接和歌山站和和歌山市內。
- 南海和歌山市站(和歌山巴士（日语：和歌山バス）)

路線編號以顏色分辨：
- 橙色:經南海和歌山市站及JR和歌山站或以該兩處其中一處為總站的路線
- 綠色:以南海和歌山市站為總站的路線

以下將以巴士月台分類：
1號月台
- 往JR和歌山站<經本町二丁目>
  - 和歌山市内線0

- 往海南站前<經本町二丁目、JR和歌山站>
  - 紀三井寺線40

- 往海洋城<經本町二丁目、JR和歌山站>
  - 紀三井寺線42

- 往醫大醫院<經本町二丁目、JR和歌山站>
  - 鹽屋線52

- 往和歌浦口<經本町二丁目、JR和歌山站>
  - 鹽屋線55

2號月台
- 往新和歌浦<經本町二丁目>
  - 和歌山市内線4

- 往和歌浦口<經本町二丁目>
  - 和歌山市內線5

- 往醫大醫院<經城北橋>
  - 和歌山市內線11

- 往和歌浦口<經城北橋>
  - 和歌山市內線13

- 往JR和歌山站<經城北橋>
  - 和歌山市內線15
  - 和歌山大學線73 273

- 往海南站前<經城北橋>
  - 和歌山市內線17

- 往雜賀崎方向<經和歌公園>
  - 市內雜賀崎循環線30

- 往運輸分局前<經城北橋、土佐町三丁目>
  - 湊線60
  - 湊線160(停和歌山港站)

- 往海洋城、海南站前<經城北橋、琴之浦>
  - 和歌山市內線117

3號月台
- 往新和歌浦<經西濱>
  - 西濱新和歌浦線35

- 往醫大醫院<經Burakuricho、屋形町>
  - 鹽屋線53

- 往和歌浦口<經Burakuricho、屋形町>
  - 鹽屋線56

- 往JR和歌山站<經貝柄町>
  - 紀和線65

- 往紀伊風土記之丘<經JR和歌山站東口由>
  - 鳴神線94

- 往信愛短期大學<經JR和歌山站東口>
  - 岡崎線96

4號月台
- 往勞災醫院前、坂田<經土入橋、延時>
  - 坂田線75

- 往接觸之鄉<經次郎丸、木之本>
  - 木之本線76

- 往和歌山大學前站(東口)<經次郎丸>
  - 和歌山大學線273

- 往紫藤台(東二番町北)
  - 藤戶線370

5號月台
- 往川永團地<經梶取>
  - 六十谷線83
  - 六十谷線84(經鳴瀧團地→近大附屬校前→東洋台)

- 往鳴瀧團地<經粟>
  - 楠見線88

- 南海和歌山市站(和歌山巴士那賀（日语：和歌山バス那賀）)

6號月台
- 往八軒家<經有本>
  - 那賀線213

- 和歌山市站前(有田鐵道)（不進入巴士總站，在站前路邊出發）

- 往川原河(經阪和道)
  - 美山線(市站→海南站→金谷口→川原河)

過去的路線
- 大十巴士（日语：大十バス）

### 上學巴士
- 桃山學院大學設有直通上學巴士。

## 其他
本站被選為第4回近畿車站百選之一。

### 舊加太線遺址
現時，加太線列車是經紀之川站前往此站，在此之前加太綫列車使用此站西邊的紀之川橋直接前往此站。但受1950年9月的颱風喬恩的吹襲下，紀之川橋損毀，連接該橋的此站至北島站區間暫停營業，隨後宣布廢止。同年7月起，加太線列車改經由紀之川站前往此站。
現時舊橋已重新使用並重命名為「河西橋」，供電單車、輕型汽車和行人使用。

## 相鄰車站
南海電氣鐵道
 南海本線
■特急南方、■急行
和歌山大學前（紫藤台）（NK43）－和歌山市（NK45）
■區間急行（此站至泉佐野站之間各站停車）、■普通
紀之川（NK44）－和歌山市（NK45）
 和歌山港線
■特急南方、■急行（只限平日）、■普通
和歌山市（NK45）－（縣社分界點）－和歌山港（NK45-1）
縣社分界點曾經是久保町站，為旅客車站。同站至和歌山港站之間曾設有築地橋站和築港町站，均於2005年11月27日廢止。
 加太線（此站至紀之川站之間是行走南海本線）
和歌山市站（NK45）－紀之川（NK44）
西日本旅客鐵道
■紀勢本線
紀和－和歌山市

### 曾經存在的路線
南海電氣鐵道
加太舊線
和歌山市－北島
和歌山軌道線
市站前－宇治

## 注腳

## 外部連結
- 和歌山市 - 南海電氣鐵道
- 和歌山市｜車站資訊：JR出門網 - 西日本旅客鐵道